# 摩尔多瓦主义
摩尔多瓦主义（羅馬尼亞語：Moldovenismul）是一个用来描述对摩尔多瓦身份和文化（包括摩尔多瓦语）的政治支持和推广的术语，这种身份独立于其他任何民族群体，特别是罗马尼亚人。该术语主要被这一思潮的反对者作为贬义词使用，与对于摩尔多瓦语言和民族问题的广泛争议相关。
一些支持者将这种身份归因于中世纪的摩尔达维亚公国。另一些人则为了说明德涅斯特河两岸讲罗马尼亚语的居民之间的当前差异，将其归因于比萨拉比亚长期被纳入俄罗斯帝国和苏联的版图的历史。反对者则声称摩尔多瓦人和罗马尼亚人是同一个民族，摩尔多瓦身份是苏联当局在摩尔达维亚苏维埃社会主义共和国时期人为创造的。
支持独立摩尔多瓦身份的人认为，摩尔多瓦的居民在“罗马尼亚”这一概念普及之前，历史上自我认同为“摩尔多瓦人”。比萨拉比亚和摩尔多瓦苏维埃社会主义共和国中的罗马尼亚人和摩尔多瓦人形成了两个不同的民族群体，讲着不同的语言，拥有各自独特的历史和文化特征的观点，也得到了苏联的认可。